# Et billede
Et billede er en dansk eksperimentalfilm fra 1977, der er instrueret af Lejf Marcussen.

## Handling
Stillbilleder af Fugleøen i Sortedamssøen i København, set i samme position fra et vindue året rundt. Billederne toner umærkeligt over i hinanden, ledsaget af enkelte reallyde og med Mahlers 1. symfoni som underlægningsmusik.